# Phare de San Gregorio
Le phare de San Gregorio (en espagnol : Faro San Gregorio) est un phare actif situé à environ 25 km au sud de Camarones, au nord du Golfe San Jorge (département de Florentino Ameghino), dans la Province de Chubut en Argentine.
Il est géré par le Servicio de Hidrografía Naval (SHN) de la marine .

## Histoire
Le phare a été mis en service le 17 mai 1968 pour remplacer celui de la Isla Leones (es).

## Description
Ce phare  est une tour quadrangulaire en béton à claire-voie, avec une terrasse et une lanterne hexagonale de 9 m de haut. La tour est peinte en jaune avec un grand V noir et la lanterne est jaune. Il émet, à une hauteur focale de 172 m, un bref éclat blanc de 0.1 seconde par période de 5.1 secondes. Sa portée est de 13.5 milles nautiques (environ 25 km).
Identifiant : ARLHS : ARG-062 - Amirauté : G1089.4 - NGA : 110-19764.

## Caractéristique dufeu maritime
Fréquence : 5.1 secondes (W)
- Lumière : 0.1 seconde
- Obscurité : 5 secondes

|                                |
| Localisation : Golfe San Jorge |

### Lien connexe
- Liste des phares d'Argentine